# Krzyż (Tarnów)
Krzyż – część miasta Tarnów, stanowiąca jednostkę pomocniczą o nazwie Osiedle nr 11 „Krzyż”.
W granicach administracyjnych miasta od 1958, wcześniej wieś, w latach 1954–1957 siedziba gromady Krzyż. Od zachodu sąsiaduje z Klikową, również wysuniętą na północ. Na przestrzeni kilkudziesięciu lat zabudowano obszar domami jednorodzinnymi. Rozbudowa dzielnicy trwa, w kierunku na wschód od ulicy Nowodąbrowskiej. W 2024 roku w Krzyżu mieszkało 6167 osób.
W Krzyżu znajdują się:
- Przedszkole nr 15
- Szkoła Podstawowa nr 14 im. Stefana Jaracza
- Klub Sportowy „Iskra” Tarnów
- Parafia rzymskokatolicka
- Kościół pod wezwaniem Świętego Krzyża i Matki Bożej Nieustającej Pomocy
- Cmentarz parafialny
- Cmentarz komunalny wraz z cmentarzem wojennym nr 203
- Rezerwat przyrody Debrza
- Rada Osiedla nr 11

Przez Krzyż przepływa również Potok Klikowski.